# Danny Danon
Danny Danon (hebr.: דני דנון, ur. 8 sierpnia 1971 w Izraelu) – izraelski polityk, w latach 2014–2015 wiceminister obrony, w 2015 minister nauki, technologii i kosmosu, w latach 2009–2015 poseł do Knesetu z listy Likudu.
W wyborach parlamentarnych w 2009 po raz pierwszy dostał się do izraelskiego parlamentu. Zasiadał w Knesetach XVIII, XIX i XX kadencji.
16 lipca 2014 dołączył do trzeciego rządu Binjamina Netanjahu jako wiceminister obrony, pozostał na stanowisku do końca kadencji. 14 maja 2015 wszedł w skład nowego rządu Netanjahu jako minister nauki, technologii i kosmosu. Pełnił obowiązki do 27 sierpnia, kiedy zastąpił go Ofir Akunis. Zrezygnował również z mandatu poselskiego, który objęła po nim Szaren Haskel.